# 레인보우 (프로게이머)
레인보우(본명: 김수기, 1997년 10월 31일 ~ )는 대한민국의 리그 오브 레전드 프로게이머로 포지션은 미드라이너이다. 아이디는 Rainbow를 사용하며 현재 라틴 아메리카 리그의 XTEN E스포츠 소속이다.

## 선수 생활
2016년 2월, IG의 2군팀인 영 글로리에 입단하면서 프로 커리어를 시작했다.
2017년 4월, APK 프린스에 입단했다. 서머 시즌 팀의 주전으로 활동했으며 준수한 모습을 보여주었다. 2018 스프링 시즌에도 팀의 챌린저스 포스트시즌 진출에 기여했다.
2018년 6월, 팀 아프로에 입단했다. 서머 시즌 팀의 주전으로 출전했지만 팀이 부진해 빛이 바랬다.
2019시즌을 앞두고 AHQ e스포츠 클럽에 입단했다. 리그 오브 레전드 월드 챔피언십 2019에서는 로스터에 포함되면서 참가했다.
2020시즌을 앞두고 산토스 e스포츠에 입단했다.
2021년 1월, XTEN e스포츠에 입단했다.

## 소속팀
| # | 팀명             | 소속 기간             | 소속 리그  | 비고 |
| - | ---------------- | --------------------- | ---------- | ---- |
| 1 | 영 글로리        | 2016.02~2016          | LSPL       |      |
| 2 | APK 프린스       | 2017.04.03~2018.04.30 | CK         |      |
| 3 | 팀 아프로        | 2018.06.06~2018.11.24 | LMS        |      |
| 4 | AHQ e스포츠 클럽 | 2018.12.26~2019.11.01 | LMS        |      |
| 5 | 산투스 e스포츠   | 2019.12.18~2021.01.11 | BRCC CBLOL |      |
| 6 | XTEN e스포츠     | 2021.01.11~           | LLA        |      |

## 수상 내역
- 브라질리언 챌린저 서킷 2020 스플릿 1 우승